# Спрінг-Ридж (Меріленд)
Спрінг-Ридж (англ. Spring Ridge) — переписна місцевість (CDP) в США, в окрузі Фредерік штату Меріленд. Населення — 6005 осіб (2020).

## Географія
Спрінг-Ридж розташований за координатами 39°24′18″ пн. ш. 77°20′17″ зх. д. / 39.40500° пн. ш. 77.33806° зх. д. (39.404916, -77.338107).  За даними Бюро перепису населення США в 2010 році переписна місцевість мала площу 6,91 км², з яких 6,83 км² — суходіл та 0,08 км² — водойми.

## Демографія
Згідно з переписом 2010 року, у переписній місцевості мешкало 5795 осіб у 2086 домогосподарствах у складі 1534 родин. Густота населення становила 839 осіб/км².  Було 2146 помешкань (311/км²).
Расовий склад населення:
| - 87,6 % — білих - 5,5 % — чорних або афроамериканців - 3,6 % — азіатів - 0,3 % — корінних американців |

До двох чи більше рас належало 2,1 %. Частка іспаномовних становила 4,5 % від усіх жителів.
За віковим діапазоном населення розподілялося таким чином: 30,3 % — особи молодші 18 років, 59,4 % — особи у віці 18—64 років, 10,3 % — особи у віці 65 років та старші. Медіана віку мешканця становила 37,8 року. На 100 осіб жіночої статі у переписній місцевості припадало 92,5 чоловіків;  на 100 жінок у віці від 18 років та старших — 83,5 чоловіків також старших 18 років.
Середній дохід на одне домашнє господарство  становив 119 717 доларів США (медіана — 94 194), а середній дохід на одну сім'ю — 117 048 доларів (медіана — 105 750). Медіана доходів становила 96 500 доларів для чоловіків та 60 833 долари для жінок. За межею бідності перебувало 7,4 % осіб, у тому числі 4,5 % дітей у віці до 18 років та 23,9 % осіб у віці 65 років та старших.
Цивільне працевлаштоване населення становило 2984 особи. Основні галузі зайнятості: науковці, спеціалісти, менеджери — 25,3 %, освіта, охорона здоров'я та соціальна допомога — 16,5 %, роздрібна торгівля — 12,8 %, мистецтво, розваги та відпочинок — 10,1 %.